# Can Japus
Can Japus és una obra de Monistrol de Montserrat (Bages) protegida com a Bé Cultural d'Interès Local.

## Descripció
Edifici de planta quadrada, de planta baixa i pis, i coberta a quatre aigües, amb teules vidriades que formen línies sinuoses i decoratives a la teulada.
Les façanes són simètriques, presenten tres obertures en forma de finestres a cada una. Per damunt de la teulada, una petita terrassa de planta quadrada que a la cegada és coberta per una teulada a quatre vessants.